# District de Český Krumlov
Pour les articles homonymes, voir Krumlov.
Le district de Český Krumlov (en tchèque : okres Český Krumlov) est un des sept districts de la région de Bohême-du-Sud, en Tchéquie. Son chef-lieu est la ville de Český Krumlov.

## Liste des communes
Le district compte 46 communes, dont 6 ont le statut de ville (město, en gras) et 4 celui de bourg (městys, en italique) :
Benešov nad Černou - Besednice - Bohdalovice - Brloh - Bujanov - Černá v Pošumaví - Český Krumlov - Chlumec  - Chvalšiny - Dolní Dvořiště - Dolní Třebonín - Frymburk - Holubov - Horní Dvořiště - Horní Planá - Hořice na Šumavě - Kájov - Kaplice - Křemže - Lipno nad Vltavou - Loučovice - Malonty - Malšín - Mirkovice - Mojné - Netřebice - Nová Ves - Omlenice - Pohorská Ves - Přední Výtoň - Přídolí - Přísečná - Rožmberk nad Vltavou - Rožmitál na Šumavě - Soběnov - Srnín - Střítež - Světlík - Velešín - Větřní - Věžovatá Pláně - Vyšší Brod - Zlatá Koruna - Zubčice - Zvíkov - terrain militaire de Boletice.
habitants en 2024.

## Principales communes
Population des dix principales communes du district au 1er janvier 2024 et évolution depuis le 1er janvier 2023 :
| Český Krumlov | 12 944 | en augmentation |
| Kaplice       | 7 562  | en augmentation |
| Velešín       | 3 866  | en diminution   |
| Větřní        | 3 821  | en diminution   |
| Křemže        | 3 009  | en augmentation |
| Vyšší Brod    | 2 564  | en diminution   |
| Horní Planá   | 1 996  | en augmentation |
| Kájov         | 1 996  | en augmentation |
| Loučovice     | 1 490  | en diminution   |
| Malonty       | 1 422  | en augmentation |